# Domineestraat
De Domineestraat is een straat in het centrum van Paramaribo, tussen de Keizerstraat en de Zwartenhovenbrugstraat.

## Bouwwerken
In de Domineestraat bevinden zich onder meer de Suriname Times Mall (voorheen het Kersten Warenhuis) en het Radisson Hotel (tot 2021 Hotel Krasnapolsky).
De straat werd in 1933 door de Surinaamsche Waterleiding Maatschappij (SWM) aangesloten op het waterleidingnet.
De Domineestraat onderging veel veranderingen die op beeld zijn vastgelegd door fotograaf Theo Tjong. Hij bracht de veranderingen uit in boekvorm en exposeerde zijn foto's meer dan vijftig maal in het Openluchtmuseum Fort Nieuw-Amsterdam onder de titel Paramaribo Toen en Nu. Rond 1995 werd er Bioscoop Bellevue gesloten en het pand gesloopt. Op de Domineestraat 28 had Augusta Curiel (1873-1937) haar fotostudio.
In 2024 wordt gewerkt aan de bouw van een parkeergarage met vijf verdiepingen in de straat.

### Monumenten
De volgende panden in de Domineestraat staan op de monumentenlijst:
| Omschrijving    | Bouwjaar                                       | Adres             | Coördinaten                  | Objectnummer? | Afbeelding                    |
| --------------- | ---------------------------------------------- | ----------------- | ---------------------------- | ------------- | ----------------------------- |
| woonhuis        |                                                | Domineestraat 21  | 5° 49' 35" NB, 55° 9' 32" WL | CPO 037       | Meer afbeeldingen Upload foto |
| woonhuis        |                                                | Domineestraat 22a | 5° 49' 37" NB, 55° 9' 34" WL | CPO 038       | Meer afbeeldingen Upload foto |
| woonhuis        |                                                | Domineestraat 23  | 5° 49' 36" NB, 55° 9' 32" WL | BPO 063       | Meer afbeeldingen Upload foto |
| woonhuis        | afgebrand 2024                                 | Domineestraat 30  | 5° 49' 36" NB, 55° 9' 35" WL | BPO 064       | Meer afbeeldingen Upload foto |
| winkel/woonhuis | einde 19e eeuw/begin 20e. eeuw. Afgebrand 2024 | Domineestraat 32  | 5° 49' 36" NB, 55° 9' 36" WL | BPO 065       | Meer afbeeldingen Upload foto |
| woonhuis        | water- en schroei schade 2024                  | Domineestraat 34  | 5° 49' 36" NB, 55° 9' 36" WL | CPO 039       | Meer afbeeldingen Upload foto |
| woonhuis        |                                                | Domineestraat 35  | 5° 49' 34" NB, 55° 9' 36" WL | CPO 040       | Meer afbeeldingen Upload foto |
| woonhuis        |                                                | Domineestraat 36  | 5° 49' 36" NB, 55° 9' 37" WL | BPO 066       | Meer afbeeldingen Upload foto |
| winkel/woonhuis | midden 19e eeuw                                | Domineestraat 38  | 5° 49' 35" NB, 55° 9' 37" WL | BPO 067       | Meer afbeeldingen Upload foto |
| woonhuis        |                                                | Domineestraat 46  | 5° 49' 34" NB, 55° 9' 39" WL | APO 059       | Meer afbeeldingen Upload foto |
| woonhuis        |                                                | Domineestraat 48  | 5° 49' 34" NB, 55° 9' 41" WL | BPO 068       | Meer afbeeldingen Upload foto |

## Gedenktekens

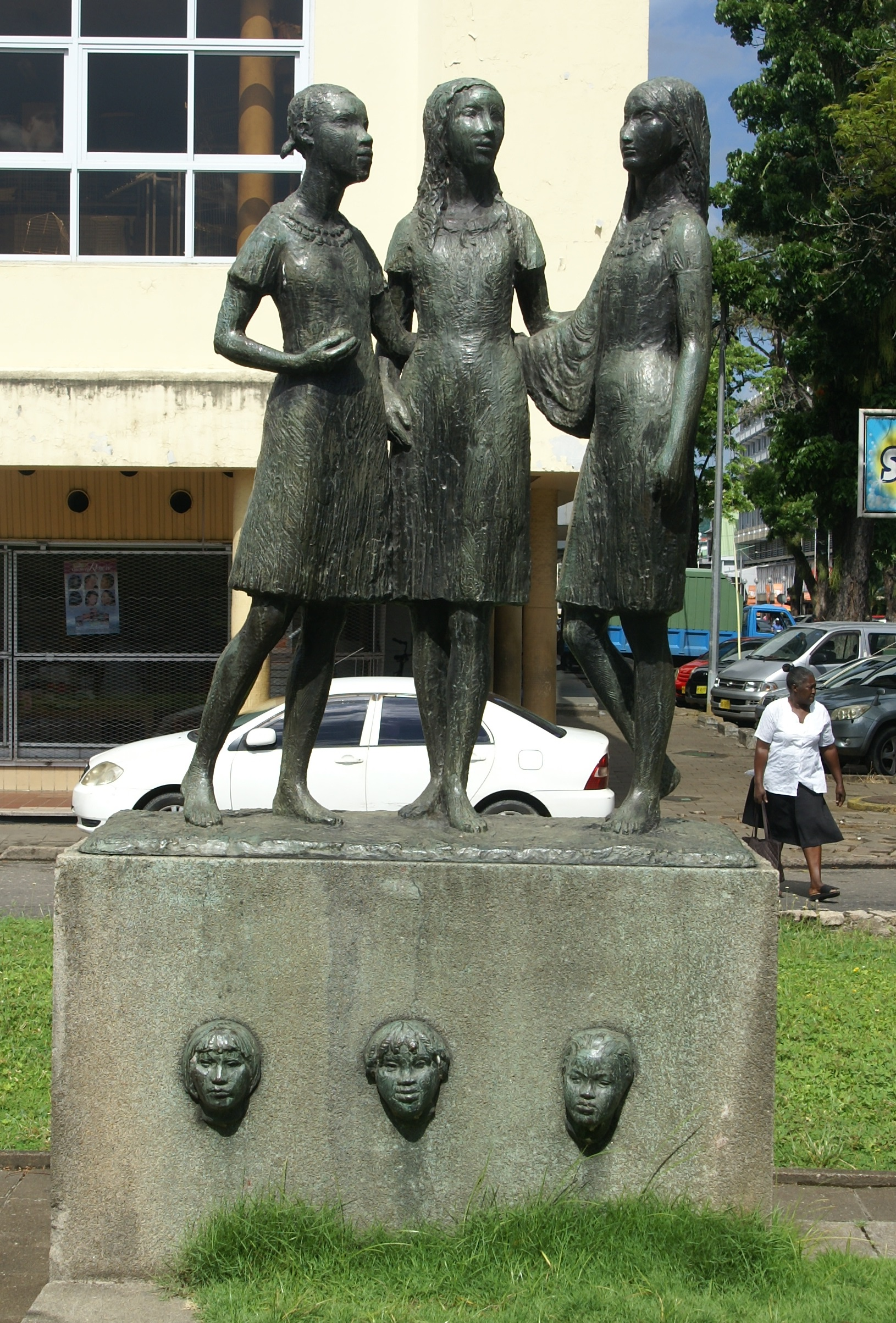
Dankbaarheidsmonument

Hieronder volgt een overzicht van de gedenktekens in de straat:
| Onderwerp             | Type       | Kunstenaar        | Onthulling | Locatie                  | Omschrijving              |
| --------------------- | ---------- | ----------------- | ---------- | ------------------------ | ------------------------- |
| C. Kersten & Co       | gedenkzuil | Nicolaas Wijnberg | 1968       | hoek Steenbakkerijstraat | 200 jarig jubileum        |
| Dankbaarheidsmonument | standbeeld | Mari Andriessen   | 1955       | De Sivaplein             | steun Tweede Wereldoorlog |

## Stadsbrand van 1821

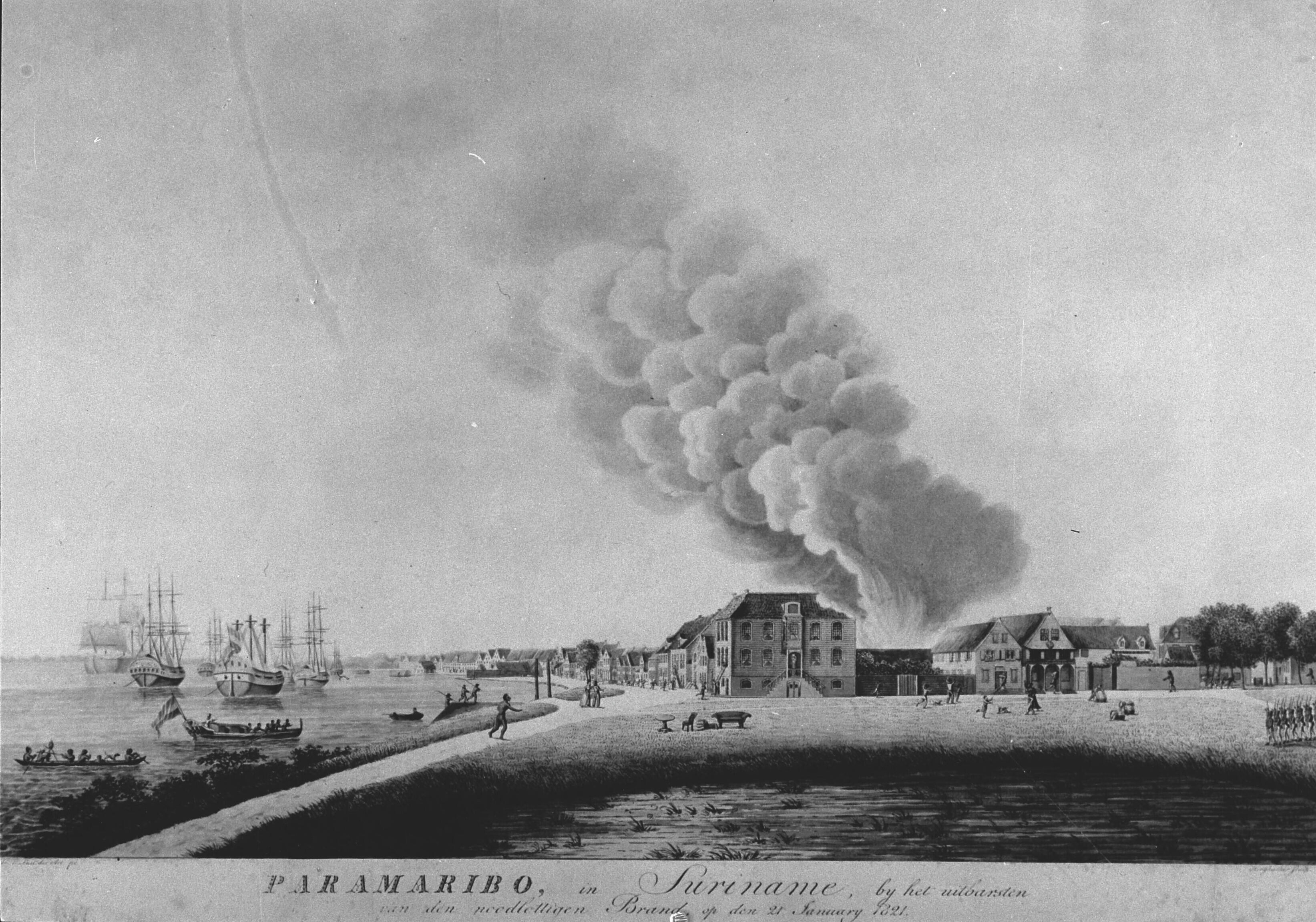
Prent van de stadsbrand

Op zondagmiddag 21 januari 1821 brak rond half twee brand uit in een huis op de hoek van het Gouvernementsplein en de Waterkant. De brand bleef vervolgens overslaan op andere huizen tot de brand de volgende dag om twaalf uur onder controle was. In tien straten brandden alle huizen af. Ook andere straten werden zwaar getroffen, waaronder de eerste huizen aan de Domineestraat.

### Brand van 15 januari 2024
In de nacht van 15 januari 2024 heeft een felle brand drie panden aan de Domineestraat in de as gelegd, waarvan twee beschermde monumentale gebouwen. De brand begon in het al jaren leegstaande en deels gesloopte pand van de firma Bromet aan de Domineestraat 30. Vervolgens sloeg het vuur over naar het pand Domineestraat 32, eigendom van Interfund N.V. en ook het gebouw Domineestraat 28 werd grotendeels vernietigd. Het pand Domineestraat 34 eveneens van de firma Bromet liep water- en schroei schade op.